# Heaven Is a Traffic Jam on the 405
Heaven Is a Traffic Jam on the 405 é um filme-documentário em curta-metragem estadunidense de 2016 dirigido e escrito por Frank Stiefel. A obra foi indicada ao Oscar de melhor documentário de curta-metragem na edição de 2018.